# Jonathan Pitroipa
Jonathan Pitroipa (ur. 12 kwietnia 1986 w Wagadugu) – burkiński piłkarz, który występował na pozycji pomocnika. W latach 2006-2019 wielokrotny reprezentant Burkiny Faso. Srebrny medalista Pucharu Narodów Afryki 2013. Brązowy medalista Pucharu Narodów Afryki 2017.
W swojej karierze występował w takich klubach jak: Stade Rennais, SC Freiburg, Hamburger SV, Paris FC, Royal Antwerp, Al-Nasr oraz Al-Jazira Club. Uczestnik Pucharu Narodów Afryki 2010, 2012 i 2015.

## Kariera klubowa
Pitroipa karierę rozpoczynał w Planète Champion Wagadugu. W 2004 roku trafił do niemieckiego SC Freiburg. W barwach tego zespołu zadebiutował 23 kwietnia 2005 w przegranym przez jego zespół 1-3 pojedynku z Arminią Bielefeld, rozegranym w ramach rozgrywek ekstraklasy. Przez cały sezon 2004/05 rozegrał cztery ligowe spotkania, a jego drużyna zajęła ostatnią, osiemnastą pozycję w lidze i została zdegradowana do drugiej ligi. Pitroipa postanowił jednak pozostać w klubie. Na zapleczu ekstraklasy strzelił pierwszego gola w profesjonalnej karierze. Było to w ligowym meczu ze Sportfreunde Siegen, rozegranym 23 kwietnia 2006 i zakończonym wynikiem 2-2. W ciągu całego sezonu, w którym był głównie rezerwowym, wystąpił w lidze czternaście razy i zdobył jedną bramkę. Od początku sezonu 2006/07 był podstawowym zawodnikiem składu Freiburga. Łącznie dla tego klubu zagrał 75 razy i strzelił 16 goli.
W 2008 roku przeszedł do Hamburgera SV, grającego w ekstraklasie. Zadebiutował tam 9 sierpnia 2008 w wygranym przez jego zespół 3-1 pojedynku z FC Ingolstadt 04, rozegranym w ramach Pucharu Niemiec. Natomiast pierwszy ligowy występ zanotował tam 15 sierpnia 2008 w zremisowanym 2-2 meczu z Bayernem Monachium.
7 lipca 2011 roku Pitroipa podpisał 4–letni kontrakt z Stade Rennais FC. 28 lipca tegoż roku po raz pierwszy zagrał w koszulce nowego zespołu, w wyjazdowym meczu 3. rundy kwalifikacyjnej Ligi Europy przeciwko Metalurgowi Rustawi. Goście zwyciężyli wówczas 5-2, a Burkińczyk zdobył dwie bramki. W Ligue 1 zadebiutował równo miesiąc po podpisaniu kontraktu ze swoim klubem. Pitroipa wyszedł w podstawowej jedenastce na spotkanie przeciwko Dijon FCO, a mecz skończył się wynikiem 5-1 dla drużyny z Rennes.
3 lipca 2014 roku Pitroipa podpisał –letni kontrakt z Al-Jazira Club. W latach 2015–2017 grał w Al-Nasr, a w 2018 trafił do Royal Antwerp FC.
| Sezon   | Klub             | Kraj                         | Rozgrywki     | Mecze | Bramki | Rozgrywki Europy | Mecze | Bramki |
| ------- | ---------------- | ---------------------------- | ------------- | ----- | ------ | ---------------- | ----- | ------ |
| 2004/05 | SC Freiburg      | Niemcy                       | 2. Bundesliga | 4     | 0      | -                | -     | -      |
| 2005/06 | SC Freiburg      | Niemcy                       | 2. Bundesliga | 14    | 1      | -                | -     | -      |
| 2006/07 | SC Freiburg      | Niemcy                       | 2. Bundesliga | 33    | 8      | -                | -     | -      |
| 2007/08 | SC Freiburg      | Niemcy                       | 2. Bundesliga | 24    | 7      | -                | -     | -      |
| 2008/09 | Hamburger SV     | Niemcy                       | Bundesliga    | 28    | 1      | Liga Europy UEFA | 11    | 0      |
| 2009/10 | Hamburger SV     | Niemcy                       | Bundesliga    | 20    | 3      | Liga Europy UEFA | 9     | 0      |
| 2010/11 | Hamburger SV     | Niemcy                       | Bundesliga    | 26    | 2      | -                | -     | -      |
| 2011/12 | Stade Rennais FC | Francja                      | Ligue 1       | 36    | 6      | Liga Europy UEFA | 9     | 3      |
| 2012/13 | Stade Rennais FC | Francja                      | Ligue 1       | 32    | 7      | -                | -     | -      |
| 2013/14 | Stade Rennais FC | Francja                      | Ligue 1       | 23    | 0      | -                | -     | -      |
| 2014/15 | Al-Jazira Club   | Zjednoczone Emiraty Arabskie | UAE           | 25    | 9      | -                | -     | -      |
| 2015/16 | Al-Nasr          | Zjednoczone Emiraty Arabskie | UAE           | 26    | 6      | -                | -     | -      |
| 2016/17 | Al-Nasr          | Zjednoczone Emiraty Arabskie | UAE           | 12    | 6      | -                | -     | -      |

Stan na: 19 listopada 2017 r.

## Kariera reprezentacyjna
Pitroipa jest reprezentantem Burkina Faso. W drużynie narodowej zadebiutował w 2006 roku i dotychczas rozegrał w niej 33 spotkania, w których strzelił pięć bramek. W 2013 roku razem ze swoją drużyną awansował do finału Pucharu Narodów Afryki, a indywidualnie został wybrany najlepszym zawodnikiem turnieju.

## Różny
Piosenka została napisana na jego cześć w 2010 roku przez duet Flamzy Wybrzeża Kości Słoniowej i Joskar. Jest on zatytułowany „J. Pitroipa”.